# Benguela
Benguela (nome ufficiale São Felipe de Benguela e in passato talvolta chiamata Benguella) è un comune dell'Angola situato nell'omonimo municipio ed è il capoluogo dell'omonima provincia. Si trova circa 430 km a sud di Luanda in corrispondenza della foce del fiume Caimbambo presso il golfo di Benguela ed ha una popolazione di 128 084 abitanti.

## Infrastrutture e trasporti

### Ferrovie
A Benguela si trovano gli uffici centrali della ferrovia del Benguela, una linea transcontinentale che parte da Beira (Mozambico) e attraversa lo Zambia, la Repubblica Democratica del Congo fino a giungere a Lobito, 35 km a nord di Benguela. 

### Aeroporti
A sud della città si trova un aeroporto, l'Aeroporto di Benguela-17 de Setembro. Voli congiungono Benguela con Luanda e altre città dell'Angola.

### Porti
Benguela manca di un porto commerciale ma vi è un approdo a circa 2 km dal centro.

## Storia
La città fu fondata nel 1617 dai portoghesi guidati da Manuel Cerveira Pereira. Per molto tempo è stata uno dei centri più importanti per il commercio della regione, usata prevalentemente per la tratta degli schiavi diretti in Brasile e a Cuba. 

## Monumenti e luoghi d'interesse
Tra i pochi edifici costruiti prima del 1900 vi sono:
- Chiesa di San Felipe
- Chiesa di San Antonio
- Fortezza